# HIROSHIMA MUSIC FESTIVAL
HIROSHIMA MUSIC FESTIVAL（ヒロシマ ミュージック フェスティバル、広島 ミュージック フェスティバル 略称：H･M･F）とは、コジマ・ムジカ・コレギア主催の下、広島市で2004年から毎年春に約一週間開催されている音楽祭。音楽監督は小島秀夫。
室内楽のセミナーをメインとし、その他子供のためのヴァイオリンコンサート、ピアノコンサート、座談会、ピアノ公開レッスンなどを行う。
2011年からは尾道市の誘致によって開催される。

## 室内楽セミナー
音楽祭の核となる室内楽セミナーは５日間行われ、最終日には修了演奏会が開催される。
国内外でソリストやオーケストラの首席奏者として活躍する講師を招き、受講者によって組まれたグループを指導したり、講師が受講者と共に演奏しながら指導したりする。曲目に関しては、課題曲も設定されているが、自由曲での参加も可能で、それぞれが希望の曲でレッスンを受けられる。また他のグループのレッスンを聴講することも自由である。
さらに弦楽器の受講者には合奏の指導もあり、こちらにも講師が楽器を持ち全員参加する。
また一切の事務等がボランティアで運営されているため、この種類のセミナーとしては参加費が格安であることも特徴である。

## 子供のためのコンサート＆座談会
期間中には、乳児からの子供を対象にしたミニコンサートも開催されており、同じく子供たちによる広島ジュニアオーケストラが出演したり、最近では室内楽セミナーの講師でもあるピアニストの松本和将が出演したりと内容は多彩である。
講師の親を招いて、自身の子育て体験を保護者向けに語る座談会も合わせて行われている。

## これまでのSTAFF
- 音楽監督：小島秀夫
- 講師

松本和将(pf)、小嶋素子(pf)、渡邉康雄(pf)、長原幸太(vn)、田淵彰(vn)、千葉清加(vn)、平澤仁(vn)、上里はな子(vn)、高旗健次(vn)、梯孝則(va)、生野正樹(va)、兎束俊之(va)、田澤俊一(vc)、向井航(vc)、辻本玲(vc)、北口大輔(vc)、金子鈴太郎(vc)、石川徹(cb)、東谷聖悟(cl)